# Enrico Dandolo
Enrico Dandolo (Venecia, c. 1107-Constantinopla, 1205) fue dux de la República de Venecia entre 1192 y 1205, durante la Cuarta Cruzada.
Pertenecía a una destacada familia veneciana. Su primer papel político de importancia tuvo lugar durante los años de crisis con el Imperio bizantino, Dandolo fue enviado como embajador a Constantinopla cuando Bizancio detuvo y confiscó los bienes de miles de venecianos. Más adelante fue embajador en la corte de Guillermo II, regresando a Constantinopla para negociar la reconstrucción del barrio veneciano en la ciudad.
Era ya anciano cuando se convirtió en dux (tenía unos 85 años), y era, además, ciego, pero desplegó una tremenda energía física y mental.

## Biografía

### Familia
Nacido en Venecia, Enrico Dandolo provenía de una familia veneciana social y políticamente importante.
Era el hijo del poderoso jurista y miembro de la corte ducal, Vitale Dandolo, que fue un cercano asesor del dux Vitale II Michiel y sirvió a la Serenissima República como diplomático (como embajador en Ferrara y bailío en Constantinopla)  y tal vez en funciones militares durante muchos años. Su tío, también llamado Enrico Dandolo, fue patriarca de Grado, el eclesiástico de más alto rango en Venecia. Ambos hombres vivieron hasta ser bastante viejos, y el joven Enrico fue eclipsado hasta que llegó a ser sexagenario.

### Inicios de su carrera en la política
El primer gran papel político de Dandolo fue durante la crisis de 1171 y 1172. En marzo de 1171 el gobierno bizantino se había apoderado de los bienes de miles de venecianos que vivían en el imperio, y después los envió a prisión. La demanda popular obligó al dux a reunir una expedición de castigo, que sin embargo se deshizo cuando se vio afectada por la plaga a principios de 1172. Dandolo había acompañado a la desastrosa expedición contra Constantinopla dirigido por el dux Vitale Michiel durante 1171-1172. A su regreso a Venecia, Michiel fue asesinado por una turba iracunda, pero Dandolo escapó de la culpa y fue nombrado como embajador en Constantinopla al año siguiente, mediante el cual Venecia trató infructuosamente de llegar a una solución diplomática de sus disputas con Bizancio. La reanudación de las negociaciones comenzaron doce años después llegando finalmente a un tratado en 1186, pero los episodios anteriores parecen haber creado en Enrico Dandolo un odio profundo y permanente por los bizantinos.
Durante los siguientes años Dandolo fue dos veces embajador ante el rey Guillermo II de Sicilia y luego, en 1183, regresó a Constantinopla para negociar la restauración del barrio veneciano en la ciudad.

### Dux de Venecia

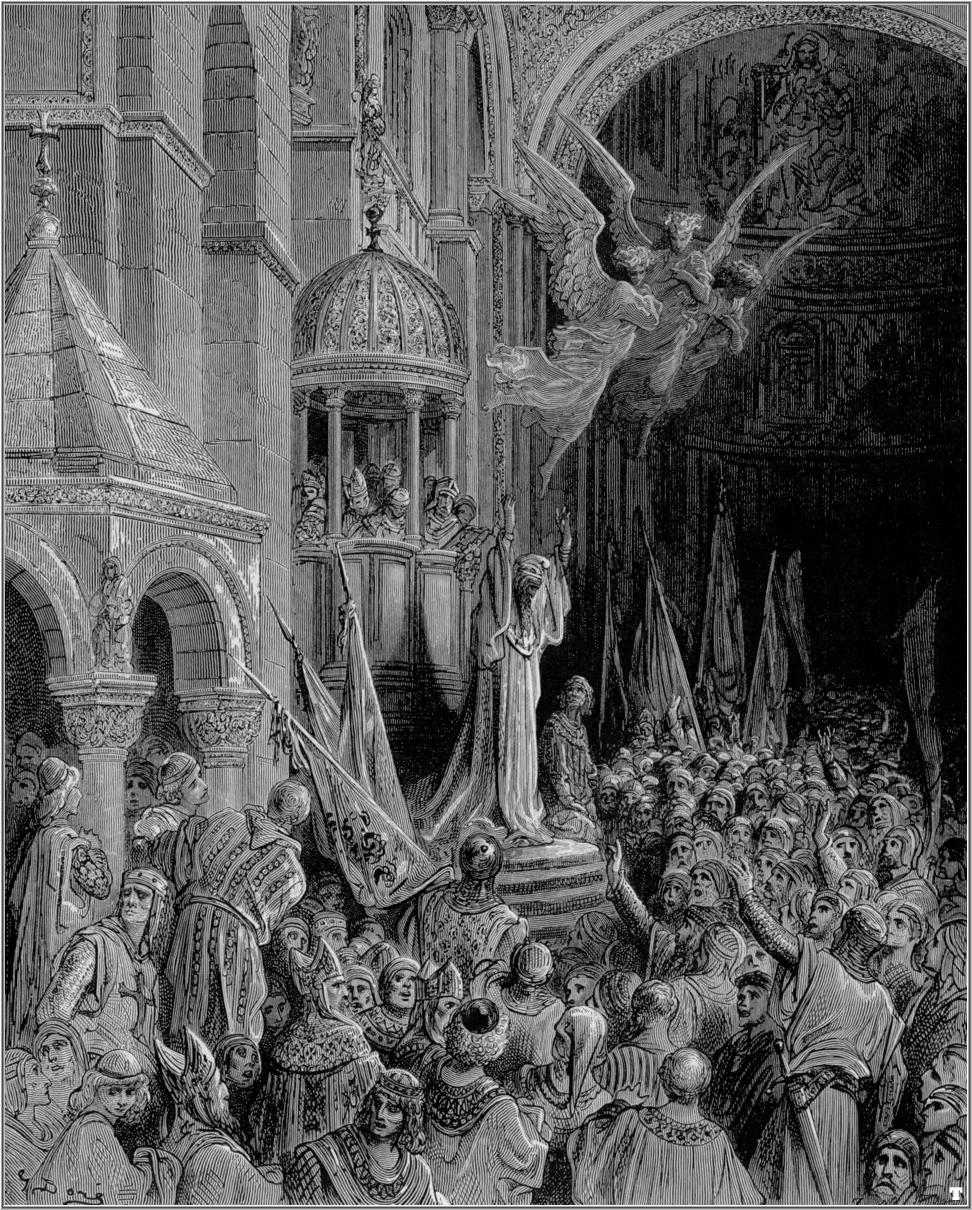
Dandolo tomando la Cruz, por Gustave Doré.

El 1 de enero de 1193, Dandolo se convirtió en el 39.º dux de Venecia. Ya viejo y ciego, pero profundamente ambicioso, demostró una tremenda fuerza física y mental. Algunos relatos dicen que ya tenía 85 años de edad cuando se convirtió en dux. Sin embargo, sus notables obras en los siguientes once años lo colocan en tela de juicio. Otros han planteado la hipótesis de que pudo haber sido a mediados de sus 70 años cuando se convirtió en líder de Venecia.

#### Reforma monetaria
Dos años después de asumir el cargo, en 1194, Enrico promulgó las reformas al sistema de la moneda veneciana. Introdujo el gran grosso de plata con valor de 26 dinaro, y el quartarolo con valor de 1/4 de dinaro. También restableció el bianco con valor de 2/1 de un dinaro, que no había sido acuñada durante veinte años. Dandolo degradaba el dinaro y sus fracciones, mientras que el grosso fue mantenido en un 98,5% de plata pura para garantizar su utilidad para el comercio exterior.
Los cambios revolucionarios de Enrico hicieron del grosso la moneda dominante en el comercio del Mediterráneo y contribuyó a la riqueza y el prestigio de Venecia. En los años posteriores el valor del grosso subiría en relación con el cada vez más degradado dinaro, hasta que el grosso fue degradado en 1332.
Poco después de la introducción del grosso, el dinaro comenzó a ser conocido como el piccolo. Literalmente grosso significa «grande» y piccolo significa «pequeño».

#### Participación en la Cuarta Cruzada
En 1202, los caballeros de la Cuarta Cruzada se encontraban retenidos en Venecia, incapaces de pagar los barcos que habían contratado con los venecianos para su transporte, dado que su ejército era sensiblemente inferior a lo que habían previsto. Dandolo propuso como arreglo que los cruzados se desviaran hacia Zara, en la costa dálmata, para arrebatar esta ciudad al reino de Hungría. Con un importante contingente veneciano, se unió personalmente a la Cruzada siendo ya nonagenario, tomando solemnemente la Cruz en la basílica de San Marcos.
Cruzados y venecianos tomaron Zara el 15 de noviembre de 1202. Poco después, Alejo Ángelo, pretendiente al trono bizantino, llegó a la ciudad, y, con la ayuda de Dandolo, convenció a los jefes cruzados de atacar Constantinopla para ayudarle a obtener el trono. Esto condujo a la toma de Constantinopla por los cruzados en 1203, y a su posterior saqueo.

### Fallecimiento

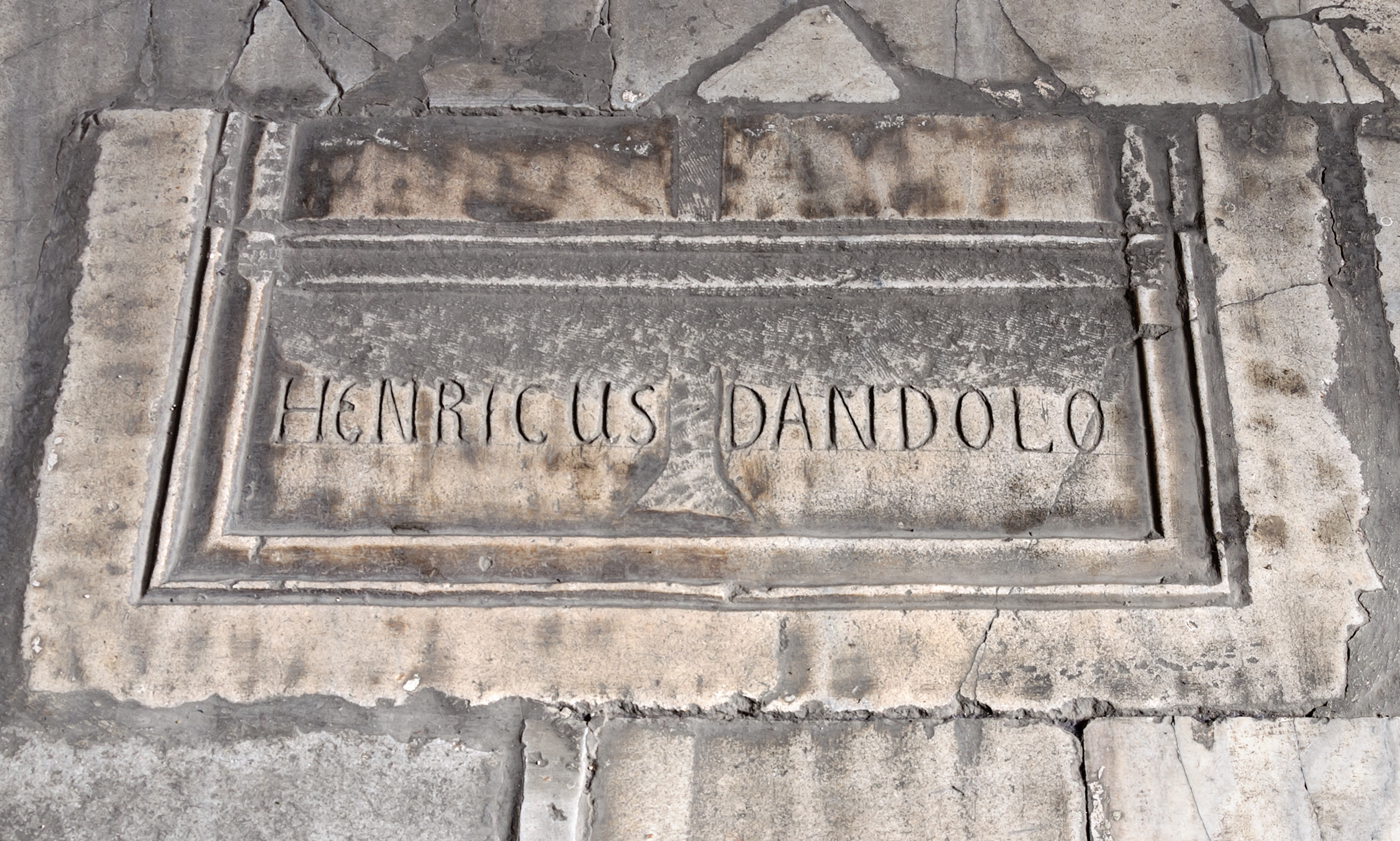
Tumba de Enrico Dandolo en Santa Sofía (Estambul).

Después de estos acontecimientos, Dandolo tuvo todavía suficiente energía para tomar parte en una expedición contra los búlgaros. Murió en 1205. Está sepultado en Santa Sofía de Constantinopla; su tumba es visible todavía hoy, aunque es pequeña y difícil de ver.

## Ceguera
No se sabe con certeza cuándo y cómo Dandolo quedó ciego. La historia pasa aproximadamente después de la Cuarta Cruzada (que es la versión contada por los venecianos modernos y aceptado por muchos historiadores) fue que había sido cegado por los bizantinos durante su embajada de 1171, aunque es posible que sufriera de ceguera cortical como resultado de un fuerte golpe en la parte trasera de la cabeza recibido en algún momento entre 1174 y 1176.
La ceguera de Dandolo parece haber sido total. Escribiendo treinta años después, Geoffrey de Villehardouin, que había conocido personalmente a Dandolo, declaró: «A pesar que sus ojos parecían normales, no podía ver una mano delante de su cara, luego de haber perdido la vista tras una herida en la cabeza». Aunque incluso este relato pudo haberse exagerado por la glosa del tiempo, está claro en cualquier caso que la vista de Dandolo fue gravemente dañada.